# داربسر (أختاتشي)
داربسر (بالفارسية: داربسر) هي قرية تقع في إيران في قسم أختاتشي الريفي. يقدر عدد سكانها بـ 236 نسمة .